# Campwin Beach
Campwin Beach – miasto w Australii, w stanie Queensland.